# Belmont (Maine)
Belmont  ist eine Town im Waldo County des Bundesstaates Maine in den Vereinigten Staaten. Im Jahr 2020 lebten dort 976 Einwohner in 456 Haushalten auf einer Fläche von 36,75 km².

## Geographie
Nach dem United States Census Bureau hat Belmont eine Gesamtfläche von 36,75 km², von der 35,25 km² Land sind und 1,5 km² aus Gewässern bestehen.

### Geographische Lage
Belmont liegt im Süden des Waldo Countys. Der Tilden Pond liegt zentral in Belmont und der Quantabacook Lake grenzt im Nordwesten an. Der Ducktrap River fließt in südliche Richtung durch das Gebiet. Die Oberfläche ist eben, ohne nennenswerte Erhebungen.

### Nachbargemeinden
Alle Entfernungen sind als Luftlinien zwischen den offiziellen Koordinaten der Orte aus der Volkszählung 2010 angegeben.
- Norden: Morrill, 6,4 km
- Osten: Belfast, 8,0 km
- Südosten: Northport, 10,3 km
- Süden: Lincolnville, 10,8 km
- Westen: Searsport, 17,3 km

### Stadtgliederung
In Belmont gibt es mehrere Siedlungsgebiete: Belmont, Belmont Corner, Butlers Corner, Center Belmont, Dickey's Mills , Greers Corner, Halls Corner, Tilden Corner und Vickerys Corner.

### Klima
Die mittlere Durchschnittstemperatur in Belmont liegt zwischen −7,8 °C (18 °F) im Januar und 20,0 °C (68 °F) im Juli. Damit ist der Ort gegenüber dem langjährigen Mittel der USA um etwa 9 Grad kühler. Die Schneefälle zwischen Oktober und Mai liegen mit bis zu zweieinhalb Metern mehr als doppelt so hoch wie die mittlere Schneehöhe in den USA; die tägliche Sonnenscheindauer liegt am unteren Rand des Wertespektrums der USA.

## Geschichte
Belmont wurde am 2. Februar 1814 als Town organisiert. Das Gebiet war zuvor als Greene Plantation organisiert, zu dem auch die spätere Town Searsmont gehörte. Im Jahr 1855 spaltete sich die Town Morrill ab und aus dem nördlichen Teil des Gebietes von Belmont wurde die eigenständige Town Morrill organisiert.

### Einwohnerentwicklung
| Volkszählungsergebnisse – Town of Belmont, Maine | Volkszählungsergebnisse – Town of Belmont, Maine | Volkszählungsergebnisse – Town of Belmont, Maine | Volkszählungsergebnisse – Town of Belmont, Maine | Volkszählungsergebnisse – Town of Belmont, Maine | Volkszählungsergebnisse – Town of Belmont, Maine | Volkszählungsergebnisse – Town of Belmont, Maine | Volkszählungsergebnisse – Town of Belmont, Maine | Volkszählungsergebnisse – Town of Belmont, Maine | Volkszählungsergebnisse – Town of Belmont, Maine | Volkszählungsergebnisse – Town of Belmont, Maine |
| Jahr                                             | 1800                                             | 1810                                             | 1820                                             | 1830                                             | 1840                                             | 1850                                             | 1860                                             | 1870                                             | 1880                                             | 1890                                             |
| ------------------------------------------------ | ------------------------------------------------ | ------------------------------------------------ | ------------------------------------------------ | ------------------------------------------------ | ------------------------------------------------ | ------------------------------------------------ | ------------------------------------------------ | ------------------------------------------------ | ------------------------------------------------ | ------------------------------------------------ |
| Einwohner                                        |                                                  |                                                  | 744                                              | 1042                                             | 1378                                             | 1486                                             | 686                                              | 628                                              | 520                                              | 475                                              |
| Jahr                                             | 1900                                             | 1910                                             | 1920                                             | 1930                                             | 1940                                             | 1950                                             | 1960                                             | 1970                                             | 1980                                             | 1990                                             |
| Einwohner                                        | 352                                              | 335                                              | 250                                              | 227                                              | 213                                              | 258                                              | 295                                              | 349                                              | 520                                              | 652                                              |
| Jahr                                             | 2000                                             | 2010                                             | 2020                                             | 2030                                             | 2040                                             | 2050                                             | 2060                                             | 2070                                             | 2080                                             | 2090                                             |
| Einwohner                                        | 821                                              | 942                                              | 976                                              |                                                  |                                                  |                                                  |                                                  |                                                  |                                                  |                                                  |

## Kultur und Sehenswürdigkeiten

### Bauwerke
In Belmont wurde ein Bauwerk unter Denkmalschutz gestellt und ins National Register of Historic Places aufgenommen.
- Greer’s Corner School, 1991 unter der Register-Nr. 91001513.[9]

### Regelmäßige Veranstaltungen
Überregionale Bekanntheit hatte das in Belmont 14 Jahre lang jährlich stattfindende BelTek Festival. Auftritte hatten dort unter anderem Frankie Bones, E-Z Rollers und DJ Sage. Nach einem Brand am Wohnhaus des Gastgebers wurde das Festival eingestellt.

## Wirtschaft und Infrastruktur

### Verkehr
Die Maine State Route 3 und die Maine State Route 131 kreuzen sich im nördlichen Teil des Gebietes von Belmont.

### Öffentliche Einrichtungen
Es gibt keine medizinischen Einrichtungen in Belmont. Die nächstgelegenen befinden sich in Belfast und Camden.
In Belmont gibt es keine Bücherei. Die nächstgelegene befindet sich in Belfast.

### Bildung
Belmont gehört mit Belfast, Morrill, Searsmont und Swanville zur RSU #71.
Im Schulbezirk werden folgende Schulen angeboten:
- Ames Elementary School in Searsmont
- Gladys Weymouth Elementary School in Morrill
- Captain Albert Stevens Elementary School in Belfast
- East Belfast Elementary in Belfast
- Nickerson Elementary in Belfast
- Troy Howard Middle School in Belfast
- Belfast Area High School in Belfast